# 닷지 차저 (B-바디)
닷지 차저 B-바디(Dodge Charger B-body)는 닷지 차저의 1세대로서, 크라이슬러가 1960~70년대 생산했던 머슬카이다.

## 개요

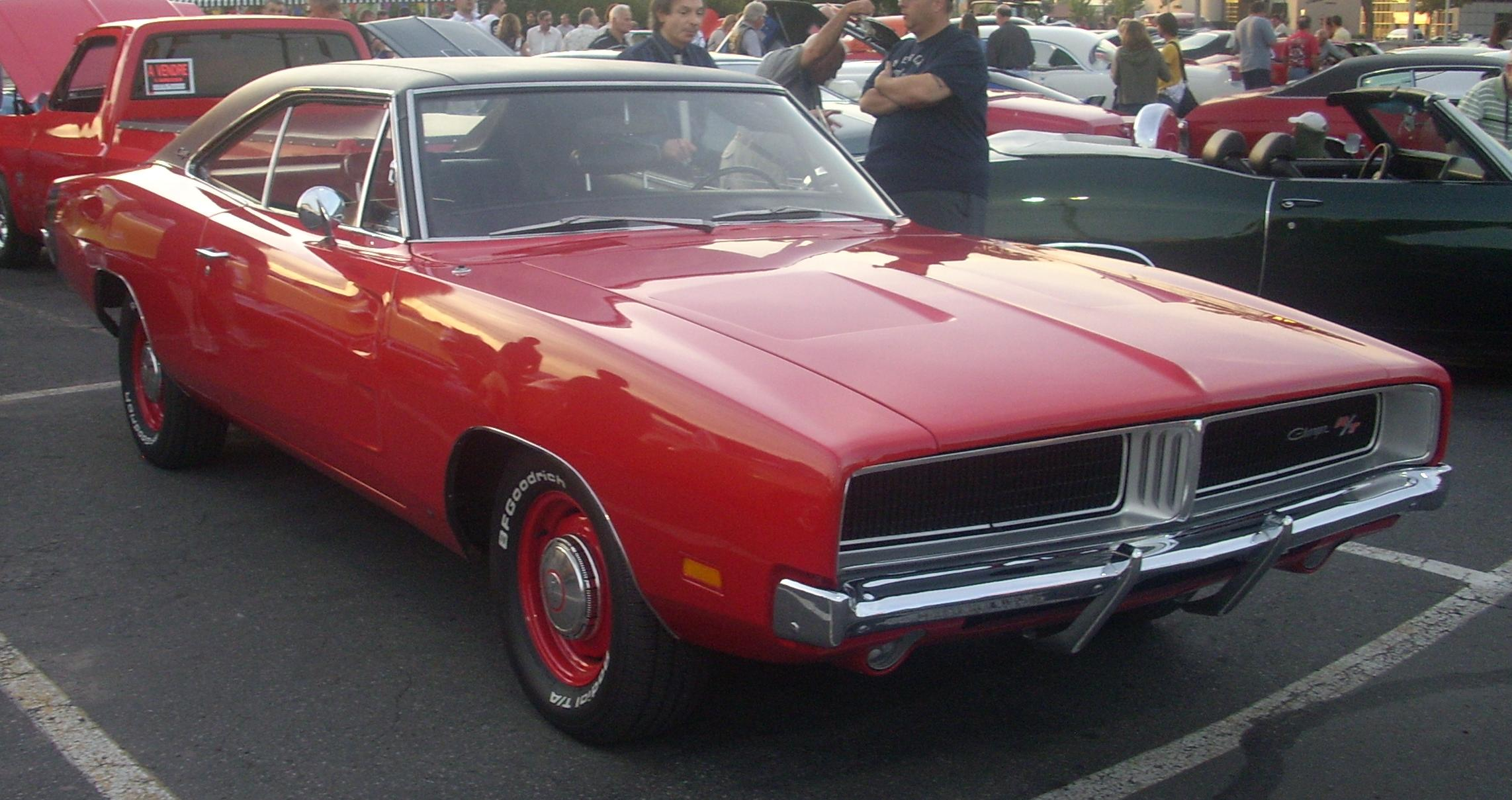
1969년형 차저 R/T

포니카인 포드 머스탱과 럭셔리 쿠페인 선더버드 사이의 틈새 시장을 공략하기로 결정한 닷지는 1966년 중형 세단 코로넷의 B 플랫폼을 기반으로 칼 캐머런이 디자인한 머슬카 차저를 시판하였다. 초기에는 V8 엔진으로만 출시되었으나, 1968년 페이스리프트 이후 직렬6기통 모델이 추가되었으며, 이 때 나스카 경주 출전 사양의 양산형으로 426 헤미엔진을 탑재한 차저 500과 차저 데이토나도 시판되었다. 이 시기의 차저는 전면 라디에이터 그릴에 숨겨져 있다가 점등시 노출되는 개폐식 헤드램프를 장착한 것이 특징이었다.
1973년부터 개폐식 헤드램프는 고정식으로 바뀌었고, 1974년부터 미국의 머슬카에 대한 규제 강화로 차저 역시 1975년 모델 변경과 함께 배기량을 줄이고 라인업을 단순화하여 명맥을 유지하였으나, 판매량은 계속 감소하여 1978년까지 2,800여 대밖에 팔리지 않음에 따라 닷지는 차저를 단종시키고 후속모델 매그넘으로 대체하였다.
B 플랫폼 모델 중 1968년부터 1970년 사이가 차저의 전성기로서, 연간 9만 대로 가장 많은 대수가 판매되었다.

## 등장한 영화
- 2005년 영화 《해저드 마을의 듀크 가족》에서는 주인공 보 듀크(숀 윌리엄 스콧)가 운전하는 제너럴 리(General Lee)라는 이름의 주황색 닷지 차저가 등장한다.
- 2007년 퀜틴 타란티노 감독의 영화 《데쓰 프루프》에서 스턴트맨 마이크(커트 러셀)가 테네시주에서 두 번째 여성들을 공격할 때 사용했던 차량이 1969년식 닷지 차저이다.
- 영화 《분노의 질주》 시리즈에서 주인공 도미닉 토레토(빈 디젤)가 가장 아끼고 좋아하는 차로 닷지 차저가 등장한다.
- 1974년 영화 《더티 메리 크레이지 래리》에서 세 명의 주인공들은 닷지 차저를 타고 도주하다가 열차와 충돌하여 최후를 맞는다.
- 1968년 스티브 맥퀸 주연의 영화 《불리트》에서 주인공 프랭크 불리트 형사에게 추격당하는 킬러 2명의 차로 닷지 차저가 등장한다.

## 추억의 머슬카 9선
2009년 미국의 경제 종합지 포천(Fortune)은 단종된 추억의 머슬카 9종을 선정하였는데, 여기에 닷지 차저가 포함되었다.